# الصادق بوعبان
محمد الصادق بوعبان هوَ إعلامي تونسي من مواليد أغسطس 1952، عمل مدير سابق للتلفزة الوطنية التونسية، يدير حالياً إذاعة الرباط بالمنستير تونس.

## حياته المهنية

### البدايات
بدأ حياته المهنية سنة 1978 كأستاذ لغة فرنسية، و قد زاول هذه المهنة لثلاث عشرة سنة كاملة. و انطلق في مسيرته الاعلامية بالتوازي مع التدريس سنة 1980 كمنتج بإذاعة المنستير.

### التفرغ للعمل الاذاعي
سنة 1990 غادر بوعبان الشاب قاعات التدريس ليتفرغ للمصدح ولرئاسة مصلحة البرامج في إذاعة المنستير. ثم لم يلبث ان دعي في 31 أكتوبر 1993 لتأسيس إذاعة تاطاوين في أدنى الجنوب التونسي  و التي أدارها لمدة سنة.

### تأسيسقناة 21
تجربته الناجحة في التأسيس دفعت نحو منحه ثقة تأسيس قناة تلفزية. انطلق بث هذه القناة يوم 7 نوفمبر 1994 و اختير لها اسم قناة 21. من رحم هذه القناة خرجت أسماء هامة للساحة الاعلامية اليوم كرازي القنزوعي وعلاء الشابي وأشرف الكعلي. و كان فيها بدفع منه أول ظهور اعلامي لحسن بن عثمان وبرهان بسيس. و يعتبر بوعبان الاب الروحي لكل من عامر بوعزة  و شرف الدين بن سالم.

### إدارةتونس 7
في 1998 آن له ان يدير القناة الرئيسية والاولى في البلاد، فعمل تحت ادارته عمالقة الاعلام كنجيب الخطاب الذي لم يلبث ان توفي في الخامس و العشرين من أفريل من النفس السنة. و قد عمل الصادق بوعبان على بث جنازته غير أن السلطة الحاكمة في ذلك الوقت لم تكن لترضى فمنع بثها باوامر عليا.

### العودةللإذاعة
في سنة 2001 عاد لإذاعة المنستير كمدير لها  و التي لم يمكث بها غير إحدى عشر شهرا ليصبح في 2002 مدير الاتصال في بمؤسسة الاذاعة و التلفزة، مركز لا صلاحيات فعلية فيه.

### تجربةحنبعل
استقال بعد ذلك بوعبان من الوظيفة العمومية ليساهم في انطلاقة قناة حنبعل التي انصب على اعداد برمجتها قبل ان يتم الاستغناء عن خدماته في مهد التجربة.

### العودة للوظيفة العمومية
بعد تجربة حنبعل ابتعد عن المجال الإعلامي طيلة سنتين. لتسترجعه بعد ذلك وزارة الاتصال بعرض مباشر من قبل الوزير شخصيا  لينضم إلى المجلس الاعلى للاتصال الذي وقع حله سنة 2011.

### بعد14 جانفي 2011
في مرحلة الانتفاضة دعي الصادق بوعبان ليضع التلفزة الوطنية على درب الاعلام الجمهوري المحايد. ثم تم التخلي عنه في أواخر 2012، عشرة أيام قبل بلوغه سن التقاعد، على خلفية حضور عبير موسي  أحد رموز نظام بن علي في بلاتوهات التلفزة التي تنادي بعدم الاقصاء والاشتراك في بناء الجمهورية الثانية. طالبه رئيس الحكومة آنذاك حمادي الجبالي بالاعتذار لكنه رفض

### إدارة اذاعة الرباط
ولج الصادق بوعبان بجسد ستيني وذهن شاب تجربة جديدة مع الشباب مديرا لإذاعة الرباط بالمنستير.